# Famille Svinhufvud af Qvalstad
Svinhufvud (en français : tête de porc) est une famille de l'ancienne noblesse suédoise originaire de Dalécarlie.

## Historique

Côte d'armes de la famille.

La famille est enregistrée à la Riddarhuspalatset  (no 145 le 22 juin 1574) et à la Maison de la noblesse de Finlande (no 7 le 30 janvier 1818),.

## Personnalités
Un de ses membres éminents est Pehr Evind Svinhufvud, président de la Finlande de 1931 à 1937.
Le prince Daniel, duc de Västergötland (née Daniel Westling), le mari de Victoria, princesse héritière de Suède, partage des ancêtres très lointains avec cette famille.
- Pehr Gustaf Svinhufvud (1696–1732), lieutenant, propriétaire du Manoir Rapola
- Johan Gustaf Svinhufvud (1728–1786), lieutenant, propriétaire du Manoir Rapola, fils de Pehr Gustaf Svinhufvud
- Pehr Svinhufvud (1772–1846), lieutenant, propriétaire du Manoir Rapola, fils de Johan Gustaf Svinhufvud
- Per Gustaf Svinhufvud (1804–1866), chambellan, propriétaire du Manoir Rapola, fils de  Pehr Svinhufvud
- Pehr Gustaf Svinhufvud (1836–1863), capitaine de la marine, fils de Per Gustaf Svinhufvud
- Pehr Evind Svinhufvud (1861–1944), troisième président de la République de Finlande, fils de Pehr Gustaf Svinhufvud
- Ellen Svinhufvud (née Timgren, 1869–1953), épouse de Pehr Evind Svinhufvud
- Pehr Yngve Svinhufvud (1890–1991), juge suppléant, fils de Pehr Evind et Ellen Svinhufvud
- Gustaf Svinhufvud (1894–1936), capitaine
- Eino Svinhufvud (1896-1938), agronome, fils de Pehr Evind et Ellen Svinhufvud
- Rafael Svinhufvud (1897–1963), lieutenant, frère de Gustaf Svinhufvud
- Veikko Svinhufvud (1908-1969), forestier, agriculteur et député, fils de Pehr Evind et Ellen Svinhufvud